# Heloísa Apolónia
Heloísa Augusta Baião de Brito Apolónia (ur. 26 czerwca 1969 w Barreiro) – portugalska polityk, od 1991 posłanka do Zgromadzenia Republiki, przewodnicząca Klubu Poselskiego Partii Ekologistycznej „Zieloni” (PEV). 

## Życiorys
W 1992 ukończyła studia prawnicze. Przez dwie kadencje zasiadała w radzie miejskiej w Moita. Była przewodniczącą młodzieżówki „EcoloJovem”. W wyborach w 1991 po raz pierwszy uzyskała mandat posłanki ze wspólnej listy komunistów i zielonych w okręgu Setúbal. Reelekcję uzyskiwała w tym samym okręgu w latach 1995, 1999, 2002, 2005, 2009 i 2011.